# 阿倍忠政
阿倍 忠政（あべ ただまさ）は、戦国時代から安土桃山時代の武将。徳川氏の家臣。

## 生涯
三河大久保氏の出身で、若いころより武芸を好み、特に弓術に定評があった。天文14年（1545年）清畷の合戦で初陣して織田信秀軍の侍大将を、翌年の渡の合戦では織田軍の先鋒を射殺する武功を立てた。天文16年（1547年）梅ヶ坪の合戦では敵数名を射倒して味方を撤退を援護し、敵からも称賛を受けた。同年、上野の合戦で阿部定次の嫡子次重が戦死すると、その婿として阿倍氏の養嗣子となった。
天文17年（1548年）鴫原の退却戦、西野の合戦、山中城攻撃でも武功を立て、天文18年（1549年）でも第三次安城合戦を始め、梅ヶ坪、八草、鴫原などで活躍した。弘治元年（1555年）今川軍の蟹江城攻撃に従い、杉浦吉貞・杉浦勝吉・大久保忠勝・大久保忠員・大久保忠世・大久保忠佐とともに先鋒として勇戦し、後世に蟹江七本槍と賞された。弘治2年（1556年）福谷砦防衛線では敵将柴田勝家を射て撤退させる。永禄元年（1558年）石ヶ瀬の合戦で水野信元軍と戦い、永禄3年（1560年）十八町畷での再戦でも従軍した。永禄4年（1561年）東条城攻撃、永禄6年（1563年）三河一向一揆平定では大久保氏一党とともに上和田砦に入り、渡辺守綱に負傷させるなどの戦功があったが、自身も渡辺仲綱によって矢傷を負う。以降も三河平定に転戦し、永禄8年（1565年）酒井忠尚の上野城攻撃に従軍。また九鬼澄隆の援軍に遣わされ、志摩での戦いで活躍した。元亀元年（1570年）姉川の戦いでは敵兵2騎を射殺。元亀3年（1572年）三方ヶ原の戦いでは敵兵3人を射殺。天正3年（1575年）長篠の戦いでは酒井忠次隊に属して鳶ヶ巣山攻撃に参加。以後も駿河・遠江・信濃での戦いに転戦する。後年、大久保忠世とともに二俣城将に任じられるが、これを辞して嫡子忠宣共に伊勢へと去った。
のち三河上和田に住み、天正12年（1584年）小牧・長久手の戦いでは家康より岡崎城守備を要請される。忠政は既に隠居のみであることを理由にこれを断ったが容れられず、その支度をしている最中に長久手で徳川軍が大勝したために結局岡崎に入る事はなかった。後年は大久保忠隣の世話になり、慶長5年（1600年）第二次上田合戦にも従軍するが、道中で病気になったために合戦には参加しなかった。慶長7年（1602年）徳川秀忠の要請でその軍法を語り聞かせている。